# Дмитрієвка (Уфимський район)
Дми́трієвка (рос. Дмитриевка, башк. Дмитриевка) — село у складі Уфимського району Башкортостану, Росія. Адміністративний центр Дмитрієвської сільської ради.
Населення — 4351 особа (2010; 3789 у 2002).
Національний склад:
- росіяни — 49 %
- татари — 32 %